# 斜方切頂二十・十二面体
斜方切頂二十・十二面体（しゃほうせっちょうにじゅう・じゅうにめんたい、英: rhombitruncated icosidodecahedron）、または大菱形二十・十二面体（だいりょうけいにじゅうじゅうにめんたい、英: great rhombicosidodecahedron）、切頂二十・十二面体（せっちょうにじゅう・じゅうにめんたい、英: truncated icosidodecahedron）、切頭二十・十二面体（せっとうにじゅう・じゅうにめんたい）とは、半正多面体の一種で、二十・十二面体の各頂点を切り落としたような立体である。ただし、正確に二十・十二面体の各頂点を切り落とした形にはなっていない。

## 性質
- 表面積: 一辺を{\displaystyle a}とすると {\displaystyle S=(30+30{\sqrt {3}}+30{\sqrt {5+2{\sqrt {5}}}})a^{2}}
- 外接球半径: 一辺を2とすると{\displaystyle {\sqrt {31+12{\sqrt {5}}}}}
- ゾーン多面体の一種でもある。
- 半正多面体の中で最大の辺の数と頂点の数を持つ（面の数での最大は変形十二面体となっている）

## この図形の不正確なものを枠に持つ立体

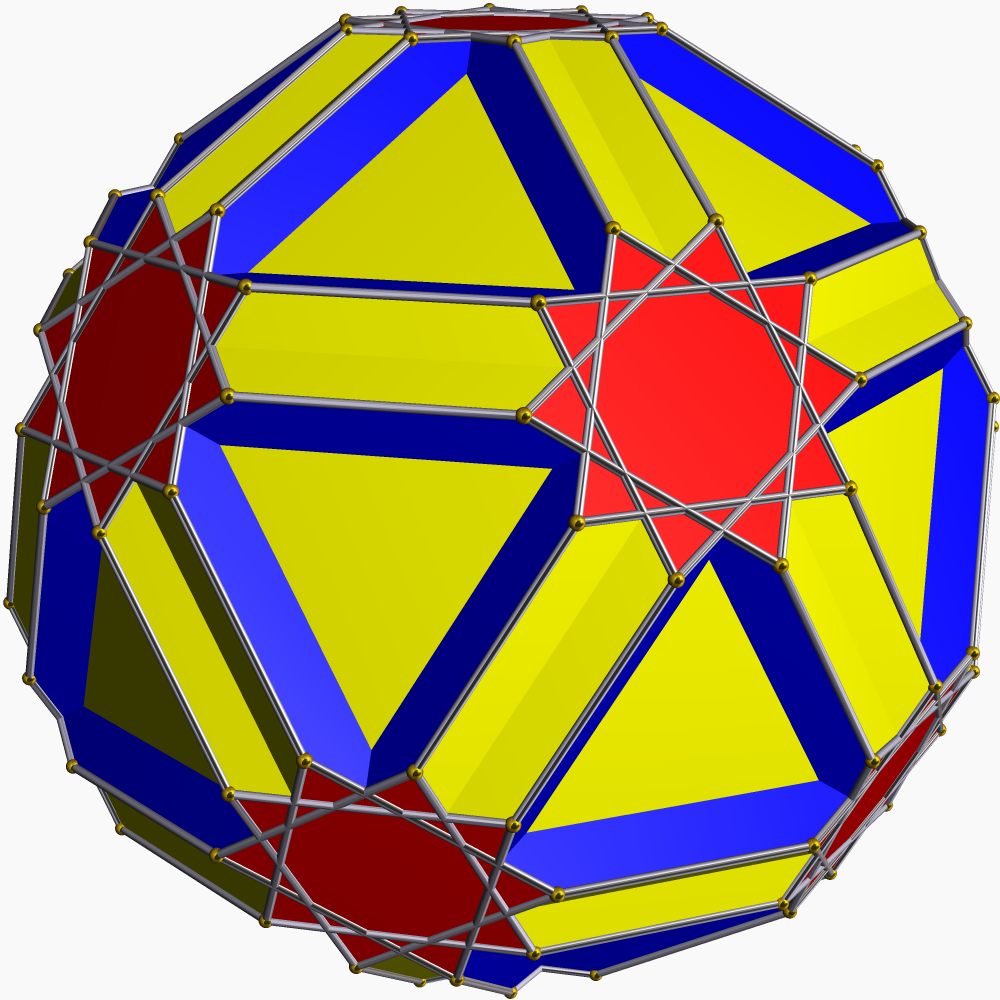
二十面切頂十二・十二面体
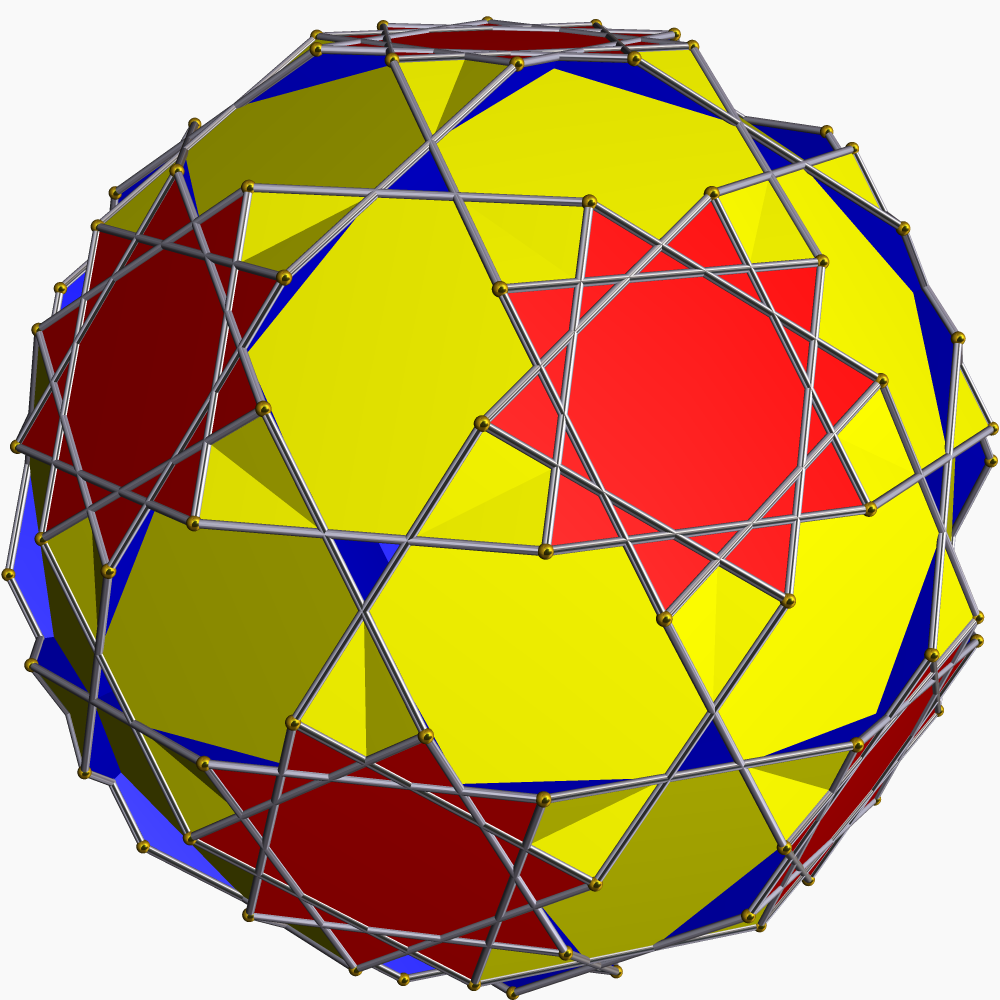
切頂十二・十二面体
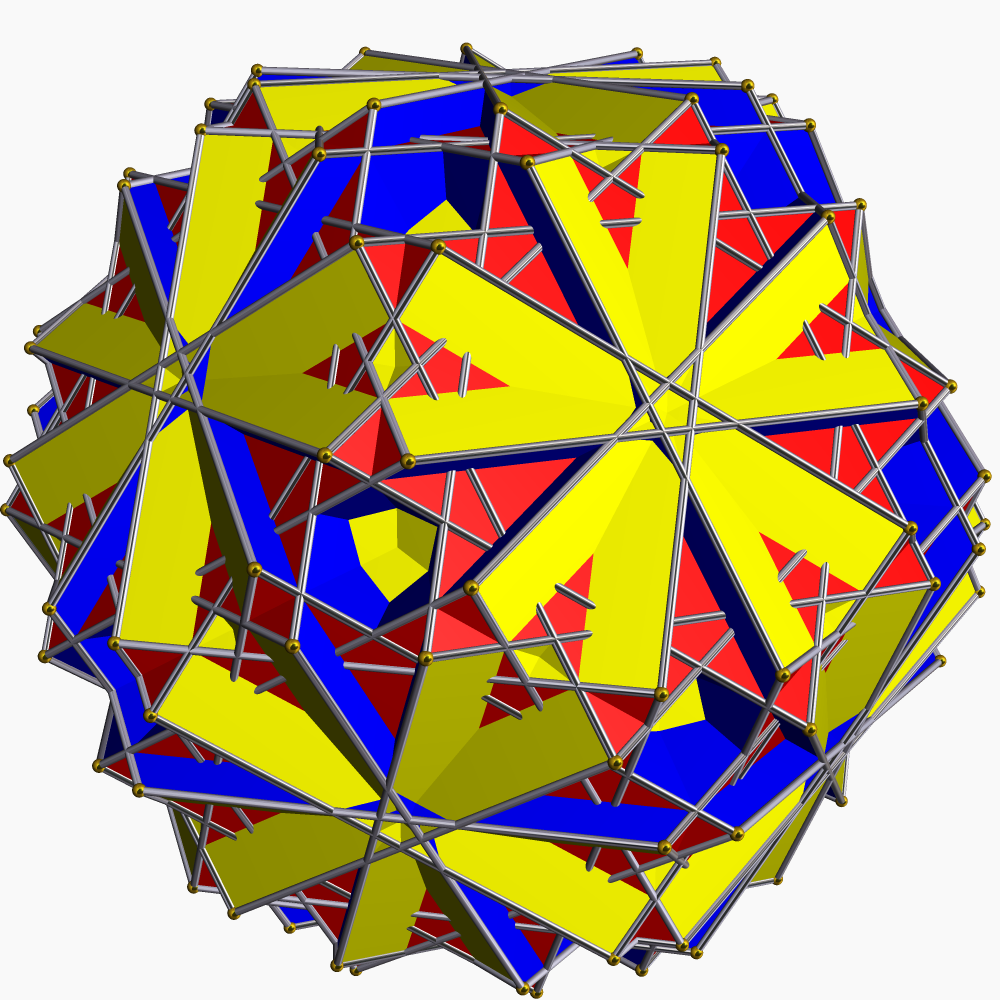
大切頂二十・十二面体

## 近縁な立体

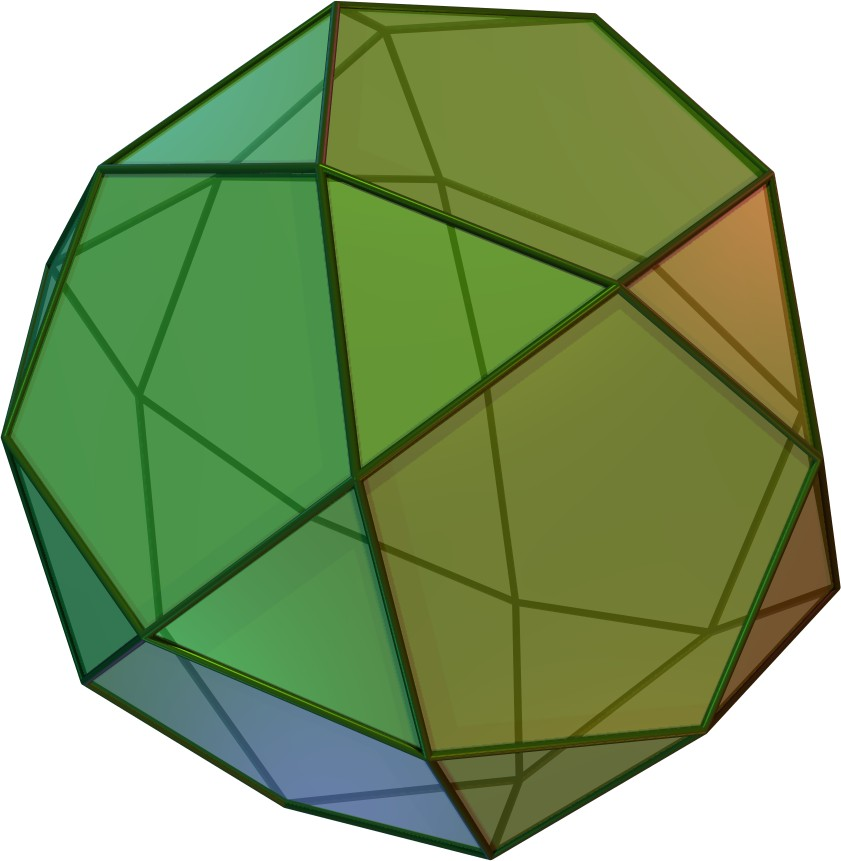
二十・十二面体 （ベースの形）
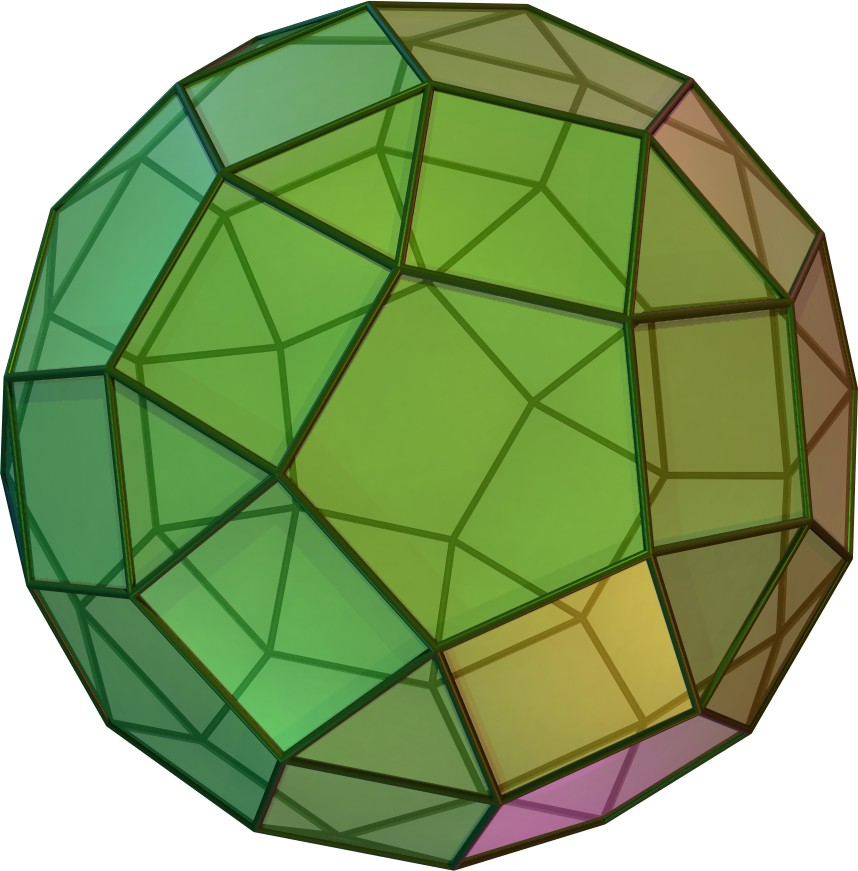
斜方二十・十二面体 （切り込みを深くする）
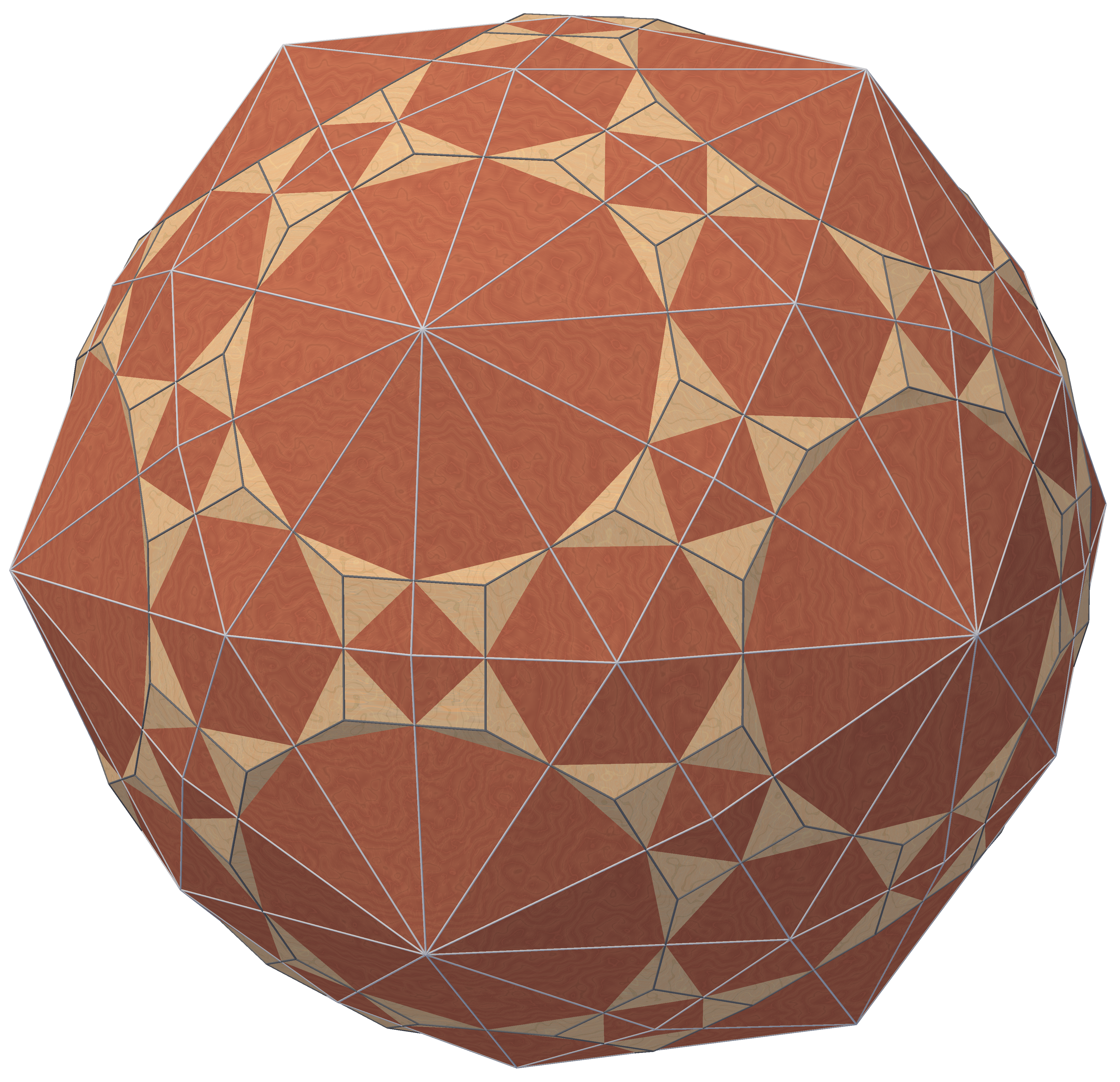
斜方切頂二十・十二面体と六方二十面体による複合多面体